# محمد دیاب
محمد دیاب (زادهٔ ۱۹۷۸) کارگردان و فیلم‌نامه‌نویس مصری است. وی که دانش‌آموخته آکادمی فیلم نیویورک است، در آثارش سعی دارد که مسائل و مشکلات امروزین جامعه مصر را به تصویر بکشد. وی با فیلم تصادف در بخش نگاهی نو جشنواره فیلم کن ۲۰۱۶ حضور داشته‌است. او در سال ۲۰۲۲ مینی‌سریال شوالیه ماه از دنیای سینمایی مارول را کارگردانی کرد.

## فیلم‌شناسی
- شوالیه ماه (۲۰۲۲)
- امیره (۲۰۲۱)
- درگیری (۲۰۱۶)
- جزیره ۲ (نویسنده فیلمنامه-۲۰۱۵)
- ۶۷۸ (۲۰۱۰)
- تبریک (نویسنده فیلمنامه-۲۰۰۹)
- جایگزینی (نویسنده فیلمنامه-۲۰۰۹)
- جزیره (نویسنده فیلمنامه-۲۰۰۷)